# 加茂神社 (黒潮町)

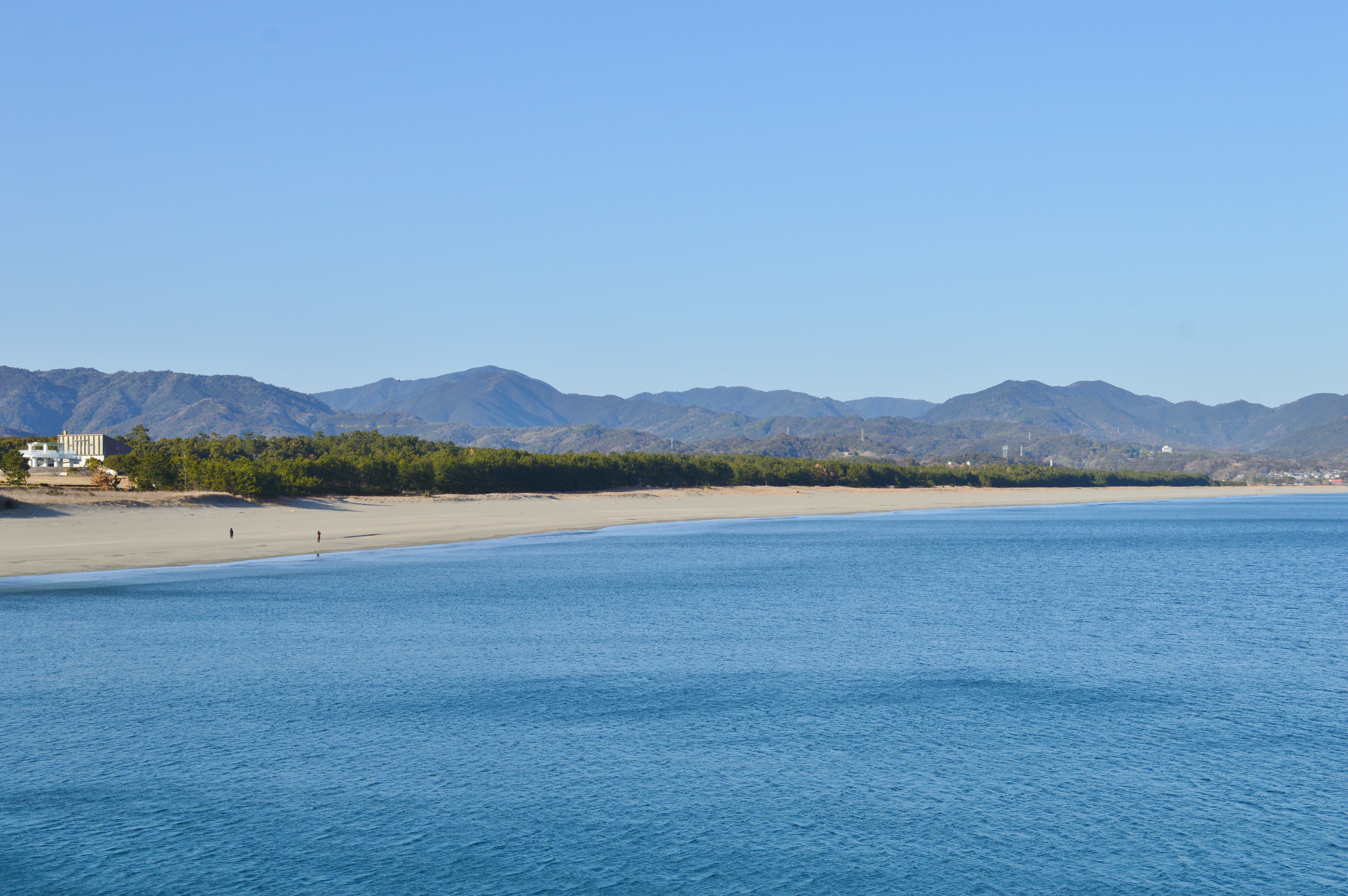
入野松原（国の名勝）

加茂神社（かもじんじゃ、賀茂神社/加茂八幡宮/賀茂八幡宮）は、高知県幡多郡黒潮町入野にある神社。式内社で、旧社格は郷社。
入野松原（国の名勝）の中に鎮座する、入野地域の総鎮守である。

## 祭神
祭神は次の通り。
- 主祭神：別雷命
- 相殿神：八幡宮

祭神の異説として、『神祇志料』では味耜高日子根神、『神社覈録』では祭神不詳、『土佐国式社考』では大鴨積命、『邉海松布』では大賀茂都美命とする。

## 歴史
創建は不詳。延長5年（927年）成立の『延喜式』神名帳において土佐国幡多郡に「賀茂神社」と記載される式内社に比定される。
伝承では、加茂神社は元は入野本村の賀茂屋敷（加茂屋敷）に、八幡宮は早咲の八幡原にそれぞれ鎮座したが、両社は1つになり入野松原に移ったという。『土佐国式社考』においても賀茂・八幡両社は元は本村にあったが1つになった時は不明とし、『西浦廻見日記』でも両社が本村にあったとする。
中世期について、伝承では応仁（1467-1468年）の頃に藤原家基が再興したという。また天正17年（1589年）の「入野大方之郷地検帳」では、社領として入野大方郷の5村3町6反余が記される。
江戸時代に入り、宝永4年（1707年）の宝永の大地震の時には社殿が津波被害に遭っている。『南路志』によれば浸水で社殿が浮いたが、津波が引くと社殿が元の場所に戻ったという。また境内には、この時の津波の惨状を記す碑が伝世される。なお、古くは臨済宗大方山長泉寺が別当寺を担っていた。
明治維新後、明治5年（1872年）に近代社格制度において郷社に列している。

## 境内

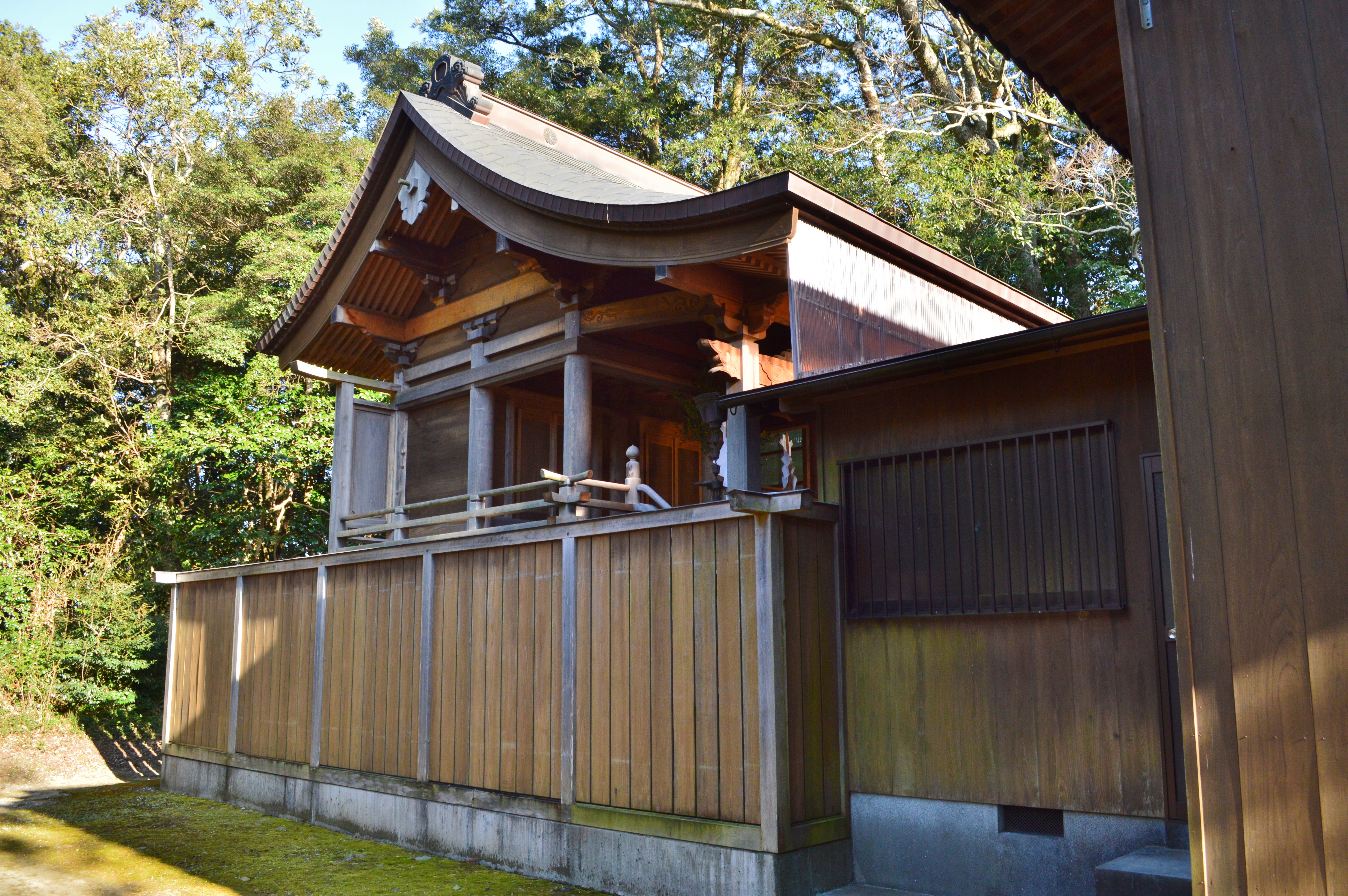
本殿
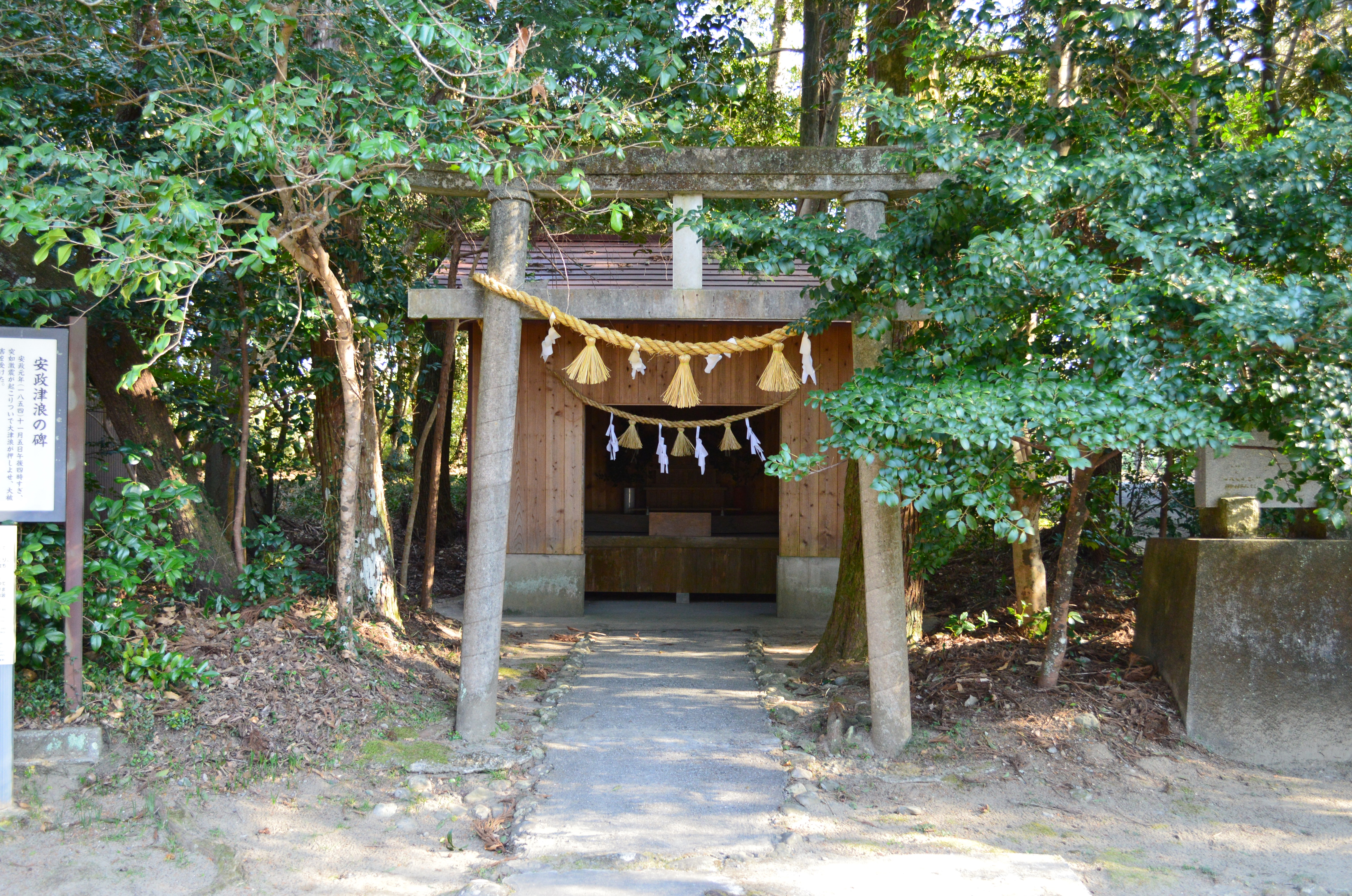
境内社
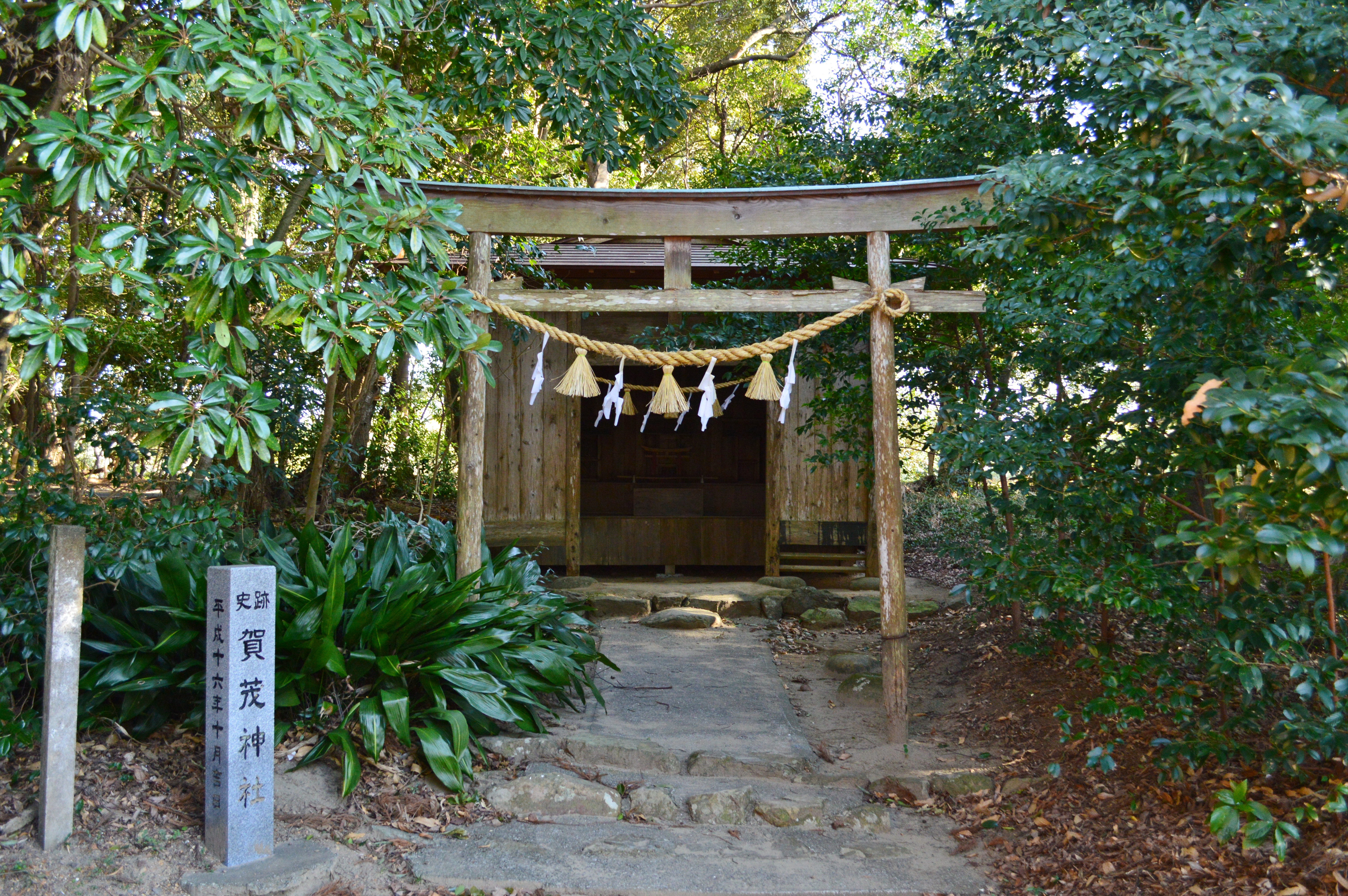
境内社
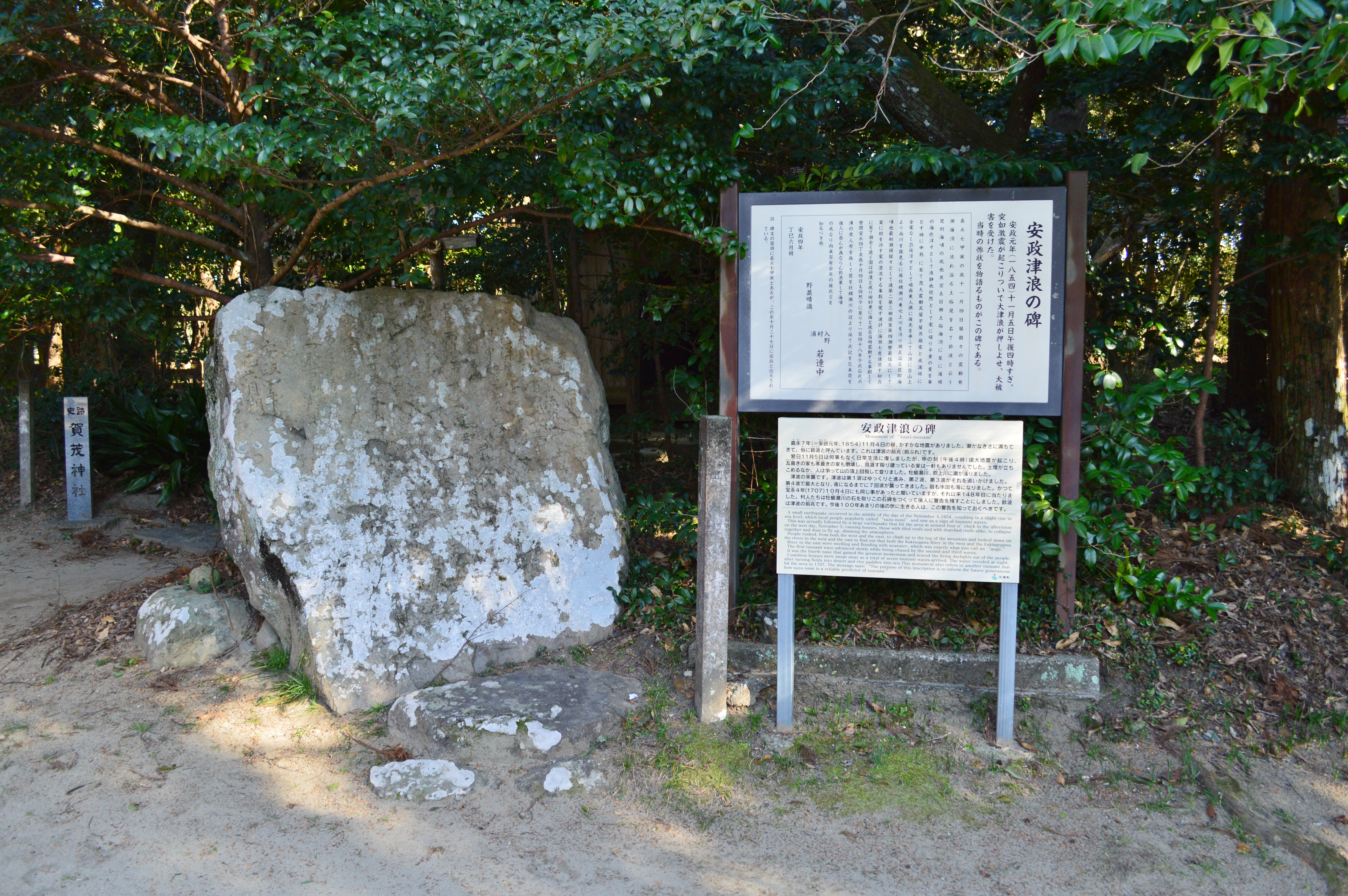
安政津波の碑（黒潮町指定文化財）
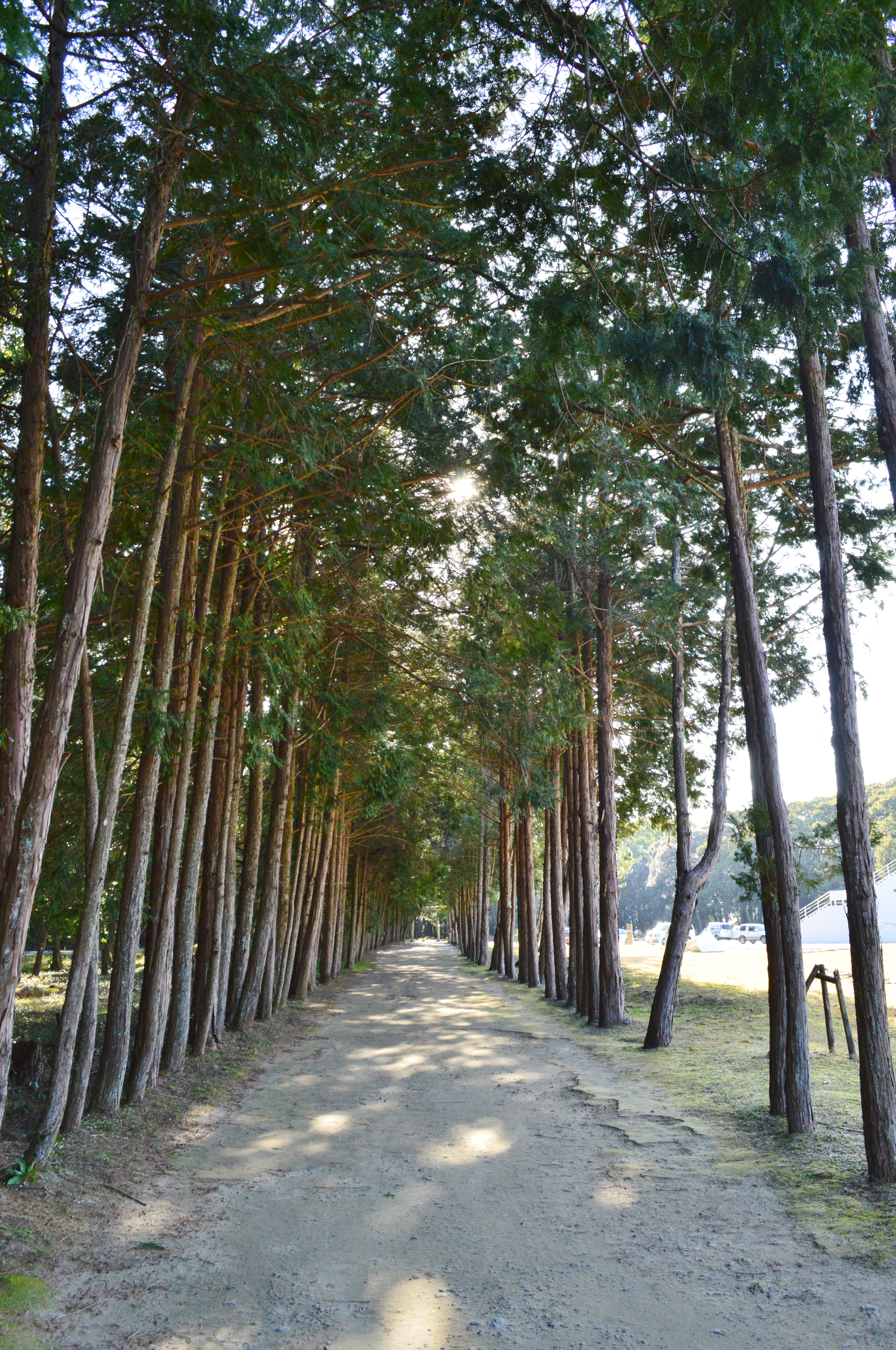
参道
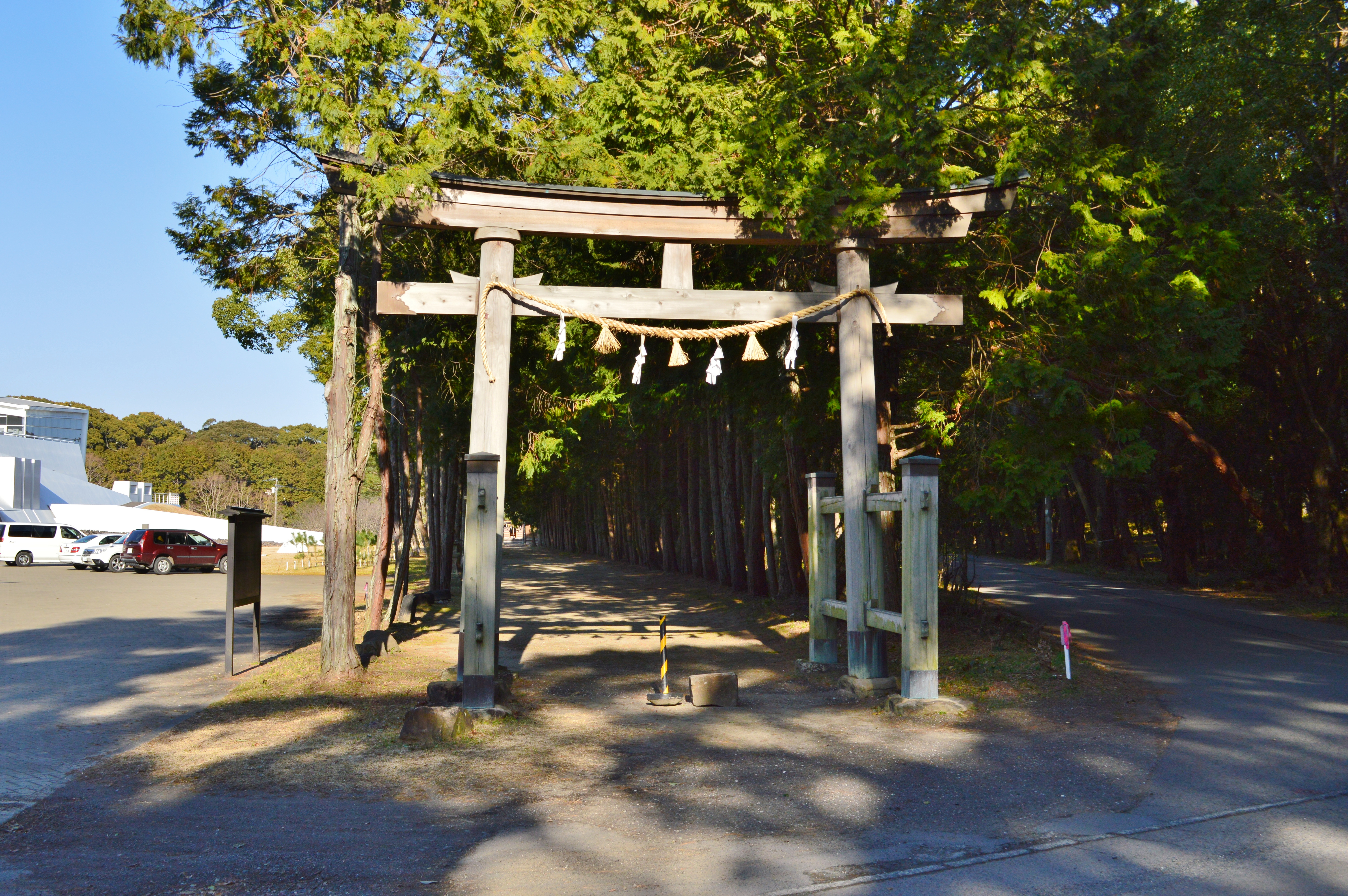
鳥居

## 文化財

### 黒潮町指定文化財
- 有形文化財
  - 賀茂八幡宮（建造物） - 1972年（昭和47年）11月3日指定[4]。
- 史跡
  - 安政津波の碑 - 1972年（昭和47年）11月3日指定[4]。